# Echipa națională de fotbal a Djiboutiului
Echipa națională de fotbal a Djiboutiului, poreclită și Riverains de la Mer Rouge (Pescarii de pe Marea Roșie), este echipa națională a statului Djibouti. Este controlată de Federația Djiboutiană de Fotbal.

## Echipă
| Numar     | Jucator              | Data nasterii                  | Meciuri/Goluri | Club                            |         |         |         |
| Portari   | Portari              | Portari                        | Portari        | Portari                         | Portari | Portari | Portari |
| --------- | -------------------- | ------------------------------ | -------------- | ------------------------------- | ------- | ------- | ------- |
| 1         | Youssouf Abdourahman | 7 iunie 1977 (47 de ani)       | 25/0           | Kiglon F.C.                     |         |         |         |
| 27        | Waberi Hachi         | 16 aprilie 1981 (43 de ani)    | 4/0            | Persikabo Bogor                 |         |         |         |
| 38        | Ali Egal Yassin      | 24 februarie 1986 (39 de ani)  | 2/0            | Djibouti                        |         |         |         |
| Fundași   |                      |                                |                |                                 |         |         |         |
| 2         | Aden Charmakeh       | 26 mai 1984 (40 de ani)        | 16/0           | Djibouti                        |         |         |         |
| 4         | Salim Kadar          | 13 noiembrie 1975 (49 de ani)  | 46/0           | Hutteen Latakia                 |         |         |         |
| 7         | Daher Mohamed        | 21 octombrie 1981 (43 de ani)  | 40/2           | Gresik United                   |         |         |         |
| 9         | Hassan Nour          | 22 februarie 1984 (41 de ani)  | 23/4           | Djibouti                        |         |         |         |
| 12        | Daoud Wais           | 25 iulie 1988 (36 de ani)      | 7/1            | Djibouti                        |         |         |         |
| Mijlocași |                      |                                |                |                                 |         |         |         |
| 4         | Abdirazak Kayad      | 22 august 1993 (31 de ani)     | 0/0            | Djibouti                        |         |         |         |
| 8         | Moussa Hirir         | 1 martie 1984 (41 de ani)      | 24/5           | Djibouti                        |         |         |         |
| 10        | Mohamed Liban        | 11 septembrie 1978 (46 de ani) | 83/13          | Dynamos F.C.                    |         |         |         |
| 14        | Ahmed Mohamed        | 30 aprilie 1983 (41 de ani)    | 10/2           | Djibouti                        |         |         |         |
| 17        | Mourad Abdi Momin    | 24 iunie 1992 (32 de ani)      | 8/3            | Aston Villa                     |         |         |         |
| 18        | Moussa Warsama       | 25 noiembrie 1984 (40 de ani)  | 22/2           | Djibouti                        |         |         |         |
| Atacanți  |                      |                                |                |                                 |         |         |         |
| 5         | Miad Charmare        | 17 mai 1983 (41 de ani)        | 29/8           | Société Immobiliére de Djibouti |         |         |         |
| 19        | Ahmed Daher          | 17 octombrie 1982 (42 de ani)  | 27/14          | KF Çlirimi                      |         |         |         |
| 21        | Hussein Yassin       | 15 septembrie 1978 (46 de ani) | 26/3           | Societe Immobiliere de Djibouti |         |         |         |